# Oko Town
Oko Town je druhé oficiální studiové album švýcarské folk rockové kapely 77 Bombay Street.
Vydano bylo 5. října 2012 ve vydavatelství Gadget Records, album produkoval stejně jako předchozí album Up in the Sky Thomas Fessler. První singl alba „Low On Air“ byl vydán již 22. srpna 2012. Album se rychle dostalo na čelo švýcarského žebříčku prodejnosti alb a získalo platinové ocenění ve Švýcarsku. Oproti prvnímu albu je zajímavé, že zde každý z bratrů zpívá alespoň v jedné písni první hlas. Nejčastěji zpívá opět Matt, ale v pěti písních zpívá Simri-Ramon, ve dvou Joe a v písni „Clown“ Esra Buchli.

## Seznam skladeb
Všechny skladby napsal(i) bratři Buchliovi. 
| Pořadí         | Název           | První hlas     | Délka |
| -------------- | --------------- | -------------- | ----- |
| 1.             | Follow the Rain | Matt           | 3:31  |
| 2.             | Planet Earth    | Joe            | 3:17  |
| 3.             | Wake Me Up      | Matt           | 3:40  |
| 4.             | Low On Air      | Simri-Ramon    | 4:15  |
| 5.             | Garden          | Simri-Ramon    | 3:48  |
| 6.             | Oko Town        | Simri-Ramon    | 2:58  |
| 7.             | Clown           | Esra           | 3:46  |
| 8.             | Angel           | Matt           | 4:10  |
| 9.             | Seeker          | Matt           | 4:01  |
| 10.            | Indian          | Simri-Ramon    | 3:44  |
| 11.            | Rainbow         | Joe            | 3:24  |
| 12.            | Gladiator       | Simri-Ramon    | 3:47  |
| 13.            | Johnny          | Matt           | 3:35  |
| 14.            | Gotta Get Home  | Matt           | 3:53  |
| Celková délka: | Celková délka:  | Celková délka: | 51:49 |